# Janez Krstnik Mayr
Janez Krstnik Mayr von Mayregg tudi Janez Baptist, tiskar in knjigotržec, ki je deloval na Kranjskem, * 20. februar 1634, Frauen-Chiemsee na Bavarskem, † 1708, Salzburg

## Življenje
Janez Krstnik Mayr se je rodil 20. februarja 1634 v Frauen-Chiemsee na Bavarskem. Poročil se je z Anno Ursulo Katzenberger, ki je bila vdova salzburškega tiskarja. Tako je prevzel njeno podjetje. Umrl je leta 1708 v Salzburgu.
Mayr se je za tiskarja izučil pri Andreasu Apergerju v Augsburgu. Šolanje je zaključil že po enem letu, kljub temu, da je bila predpisana učna doba dve leti. Za drugo leto je namreč plačal sto goldinarjev in si tako rekoč kupil obrtno dovoljenje.

## Delo
Leta 1656 se je poročil z Anno Ursulo in prevzel podjetje njenega pokojnega moža Christopha Katzenbergerja. Vendar pa ni imel sreče, 16. julija 1669 je namreč stavbo, v kateri je imel svojo delavnico, zasul plaz. Tako je tiskarno preselil v novo hišo v Griesgasse, ki je bila bolj praktična, saj je bila bliže središču mesta. Salzburško podjetje je Mayr vodil 52 let, v tem času pa je izdal preko 200 publikacij.
Ljubljanska stanovna uprava je 18. januarja 1676 predala skrb za tisk Janezu Ludviku Schönlebnu, ki je odšel v Salzburg in dal ponudbo Janezu Krstniku Mayru, in sicer, da odpre podjetje v Ljubljani. Že 1678 je začela delovati Mayrova podružnica v Ljubljani. Sam jo je Mayr vodil do 1682, po tem pa je posel v Ljubljani prevzel njegov sin Jožef Tadej. Mayr pa je nekoliko deloval na slovenskem področju že pred ustanovitvijo podružnice. Leta 1676 je na primer natistnil delo stiškega patra Edmunda Wagnerja Controversiae philosophicae.
Mayr pa se je uveljavil tudi kot knjigotržec. Knjige je prodajal v salzburškem podjetju, hodil pa je tudi po sejmih in tam predstavljal svojo ponudbo. Ohranila sta se dva njegova kataloga, eden iz sejma v Linzu (1664), drugi za ljubljanski Elizabetin sejem (1678), s katerim se je predstavil mestu, saj je istega leta odprl svojo ljubljansko podružnico.

## Katalog iz sejma v Linzu
Katalog iz sejma v je drobna knjižica dimenzij 20 x 15 cm. Opisi knjig v katalogu so dokaj skopi. Navedeni so avtor, naslov in format publikacije. Ni nobenih podatkov o založniku, letu in kraju izida. Knjige so razdeljene po tematiki in po jeziku, in sicer v deset skupin: 
- Libri Rubro – Nigri (mašne in obredne knjige za bogoslužje, različnih velikosti, v latinščini),
- Libri Concionatorjii (pridigarske knjige, zbirke pridig za poroke, pogrebe, razne praznike, večina v latinščini, nekaj v nemščini),
- Libri Biblici Theologici, & Ascetici (biblija v raznolikih različicah, katekizmi, evangeliji in podobno, v latinščini),
- Libri Iuridici (dela, ki obravnavajo rimsko, kanonsko in dedno pravo),
- Libri Politici, Historici (natisi del antičnih avtorjev, dela filozofov iz 16. In 17. stoletja, zgodovinska dela, v latinščini),
- Teutsche Geistliche Bücher (duhovne knjige, predvsem na temo katoliške vere),
- Teutsche Historische und Politische Bücher (dela grških in rimskih pisateljev, dela iz časa humanizma in renesanse, knjige z geografskimi opisi sveta, potopisi, knjige z zgodovinsko tematiko, v nemščini),
- Libri Medici (praktični medicinski priročniki, dela o anatomiji, farmakologiji in fiziologiji, v latinščini),
- Teutsche Arzney – Bücher (nemško pisane knjge s področja medicine, večinoma priročniki)  in
- Libri Musici (glasbena dela).

Danes ta katalog hranijo v dunajski Dvorni knjižnici, ta pa je del fonda avstrijske Nacionalne biblioteke.

## Katalog iz sejma v Ljubljani
Tudi ta knjižica je bila majhna, dimenzije 15,5 x 9,3 cm. Ima 126 strani. Katalog ima uvod, v katerem je Janez Krstnik Mayr nagovoril bralce ob odprtju svoje knjigarne v Ljubljani. Uvod je v latinščini. Opisi knjig so tudi v tem katalogu zelo skopi, navedena sta avtor in skrajšani naslov, založnika, kraja in leta izida pa ni. Knjige so razdeljene enako kot v katalogu iz leta 1664, po tematiki in po jezikih. Skupin je devet:
- Libri Theologici, Concionatorij, Ascetici & c. (bogoslužna dela, notno gradivo za sv. maše, dela o zgodovini katoliške cerkve, dela o življenju Kristusa in svetnikov, knjige na temo tridentinskega koncila in podobno, vse v latinščini),
- Libri Juridici (knjige s pravnega področja, večinoma v latinščini, nekaj v nemščini),
- Libri Medici (knjige večinoma z medicinskega področja in nekaterih drugih naravoslovnih področij),
- Libri Philosophici, Philologici, Historici, Mathematici, Gymnasistici & Mechanici (dela s področja humanističnih in naravoslovnih znanosti, v latinščini),
- Teutsche Theologische Bücher  (nemške teološke knjige),
- Teutsche Historische Politische und Philosophische Bücher (zgodovinske, geografske, filozofske strokovne razprave in tudi leposlovna dela),
- Libri Gallici (francoska slovnica, pripročnik za učenje nemščine in podobno),
- Libri Italici (dela za učenje in razumevanje italijanščine) in
- Libri Musici (glasbeni tiski, večinoma sakralna glasba).

Danes je ta katalog ohranjen v enem samem izvodu, hrani pa ga Narodni muzej Slovenije. V začetku 19. stoletja ga je hranil baron Jožef Kalasanc Erberg na gradu Dol pri Ljubljani. Njegova knjižnica je bila leta 1880 razprodana, del fonda pa je kupil tedanji Deželni muzej.  Med kupljenim gradivom je bil verjetno tudi ta katalog.

## Nazivi
- 1661 naslov dvornega in akademskega tiskarja
- 1696 cesar Leopold I. Habsburški mu podeli plemiški naziv, podpisuje se lahko Mayr von Mayregg